# Heliocentryzm

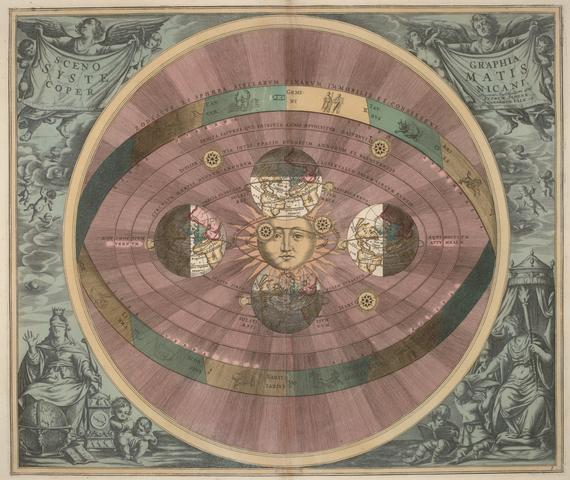
Heliocentryzm, grafika z dzieła Harmonia Macrocosmica (1660)

Heliocentryzm, kopernikanizm (gr. ἡλιος hēlios – słońce, κέντρον kentron – centrum) – teoria budowy Układu Słonecznego, w której Słońce jest jego środkiem, a wszystkie planety – łącznie z Ziemią – je obiegają. W niektórych historycznych wariantach tej teorii Słońce bywało ponadto uznawane za:
- środek całego Wszechświata[2],
- ciało nieruchome. Ta wersja heliocentryzmu bywa nazywana modelem heliostatycznym[3][4].

Heliocentryzm pojawił się już w starożytnej Grecji u Arystarcha z Samos. W czasach renesansu pogląd ten wskrzesił Mikołaj Kopernik, tworząc ścisły model mający pewne przewagi nad dominującym przez wieki geocentrycznym modelem Ptolemeusza. Prace Keplera i Newtona udoskonaliły system kopernikański, a odkrycia astronomiczne – zwłaszcza te Galileusza i Bradleya – dostarczyły nań koronnych dowodów. Dzięki temu w XVIII w. heliocentryzm został powszechnie uznany przez naukowców, mimo prób cenzurowania tego odkrycia przez Kościół katolicki i sprzeciwu niektórych innych wyznań. Ten dwustuletni proces rozwoju, potwierdzenia i akceptacji heliocentryzmu bywa znany jako przewrót kopernikański.
Odkrycie heliocentrycznej budowy Układu Słonecznego przyczyniło się do odrzucenia błędnej fizyki Arystotelesa i zastąpieniu jej mechaniką klasyczną oraz teorią grawitacji Newtona. Potwierdzenie heliocentryzmu było też tryumfem astronomii teleskopowej zapoczątkowanej przez Galileusza w XVII w. Owocem tego odkrycia jest też zasada kopernikańska – hipoteza kosmologiczna, zgodnie z którą Ziemia i ludzkość są zjawiskami przeciętnymi.

## Heliocentryzm przedkopernikański

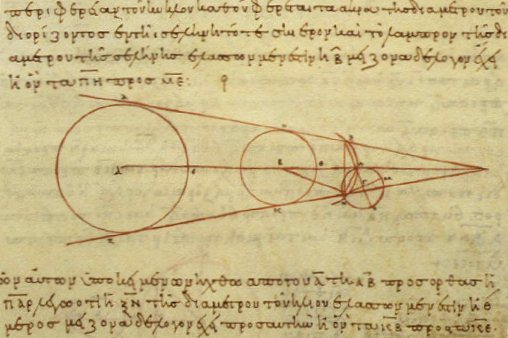
Praca Arystarcha z Samos z obliczeniami wzajemnego położenia Słońca, Księżyca i Ziemi – kopia z X wieku

Pierwszy znany model heliocentryczny stworzył Arystarch z Samos w III wieku p.n.e. Jego oryginalne pisma nie zostały odnalezione, ale informacje na temat jego modelu można znaleźć w pismach innych greckich uczonych. Wynika z nich, że Arystarch wytłumaczył brak obserwowalnej paralaksy gwiazd w swoim modelu przez założenie, że są one bardzo odległe.
Jak podaje Archimedes, Arystarch w swym zaginionym dziele, jako pierwszy twierdził, że Ziemia krąży wokół Słońca po obwodzie koła oraz wokół własnej osi. Arystarch opisał w nim również, że wokół Słońca krążą także wszystkie planety, a ruch gwiazd stałych jest tylko ruchem pozornym. Hipotezę Arystarcha poparł dowodami w połowie II wieku p.n.e. Seleukos z Seleucji.
Teorię Arystarcha zarzucono wobec wielkiego sukcesu teorii geocentrycznych, a zwłaszcza teorii Ptolemeusza, która przemawiała do znakomitej większości ludzi, z powodu zgodności z codzienną ludzką obserwacją. Oferowała także łatwość pojęciową i nobilitację: Ziemia według tej teorii znajdowała się w centrum Wszechświata.
Heliocentryczne koncepcje pojawiły się również w Indiach, Babilonii i świecie arabskim (na terenie późniejszego Afganistanu, a być może także w Mali).

## Heliocentryzm kopernikański

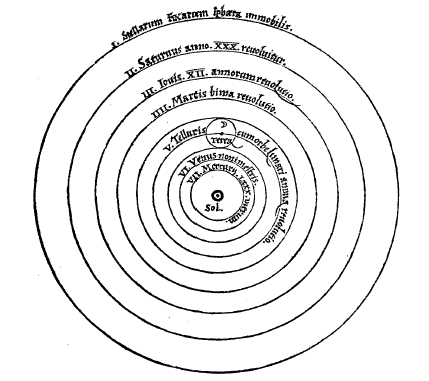
Kopernikowska wizja Wszechświata w De revolutionibus orbium coelestium

Mikołaj Kopernik w I rozdziale De revolutionibus orbium coelestium (O obrotach sfer niebieskich) dokonał przeglądu wszystkich znanych wówczas teorii na temat ruchów planet, także teorii Arystarcha z Samos (wzmianka o nim nie znalazła się w finalnej wersji pracy) i poparł tę teorię nowymi obliczeniami uzyskanymi dzięki obserwacji i zastosowaniu bardziej rozwiniętej matematyki.
Przewrót kopernikański w swojej istocie nie był nowym odkryciem, a jedynie nowym uzasadnieniem twierdzeń znanych od osiemnastu stuleci. Przewrót dokonany przez Mikołaja Kopernika polegał na odwadze myślenia i przeciwstawienia się autorytetom i panującym poglądom. Kopernik zainicjował powstanie nowożytnej nauki, opartej na przekonaniu, że w nauce nie ma niepodważalnych twierdzeń – dogmatów, a każde twierdzenie powinno być weryfikowane.

### Problemy teorii Kopernika
Zgodnie z koncepcją Kopernika planety poruszają się wokół Słońca po okręgach. Kopernik zaproponował swój model, aby wyeliminować konieczność zakładania, że niektóre planety krążą po dodatkowych pętlach zwanych epicyklami oraz uwzględniania ekwantów. W ówcześnie obowiązującej, geocentrycznej teorii Ptolemeusza, zakładającej nieruchomość Ziemi znajdującej się w centrum Układu Słonecznego, teoria epicykli była niezbędna, aby uzgodnić ją z obserwacjami ruchu planet i Słońca na niebie.
Teoria Kopernika zakładała ruch planet wokół Słońca po okręgach. Ponieważ orbity planet w rzeczywistości są elipsami (zobacz prawa Keplera), pojawiła się niezgodność teorii z obserwacjami, co zmusiło Kopernika do zaadaptowania teorii epicykli. Największym argumentem przeciw teorii heliocentrycznej była niezmienność położenia gwiazd na sferze niebieskiej. Zakładając, że Ziemia wiruje wokół własnej osi przechodzącej przez oba bieguny, można wyjaśnić obracanie się całej sfery niebieskiej w cyklu 24-godzinnym. Jeżeli przyjąć, że Ziemia porusza się również po orbicie kołowej wokół Słońca, powinniśmy zaobserwować pozorny ruch eliptyczny każdego ciała na sferze niebieskiej w kierunku innym niż płaszczyzna ekliptyki. W szczególności w tej ostatniej płaszczyźnie powinny być widoczne ruchy po odcinku. Okres tych „drgań” ciał niebieskich powinien być równy okresowi obrotu Ziemi wokół Słońca, czyli jednemu rokowi. Od starożytności próbowano zaobserwować zmianę położenia którejkolwiek gwiazdy na niebie, jednak nie udało się to aż do 1839 roku.

## Rozwój nowożytnego heliocentryzmu

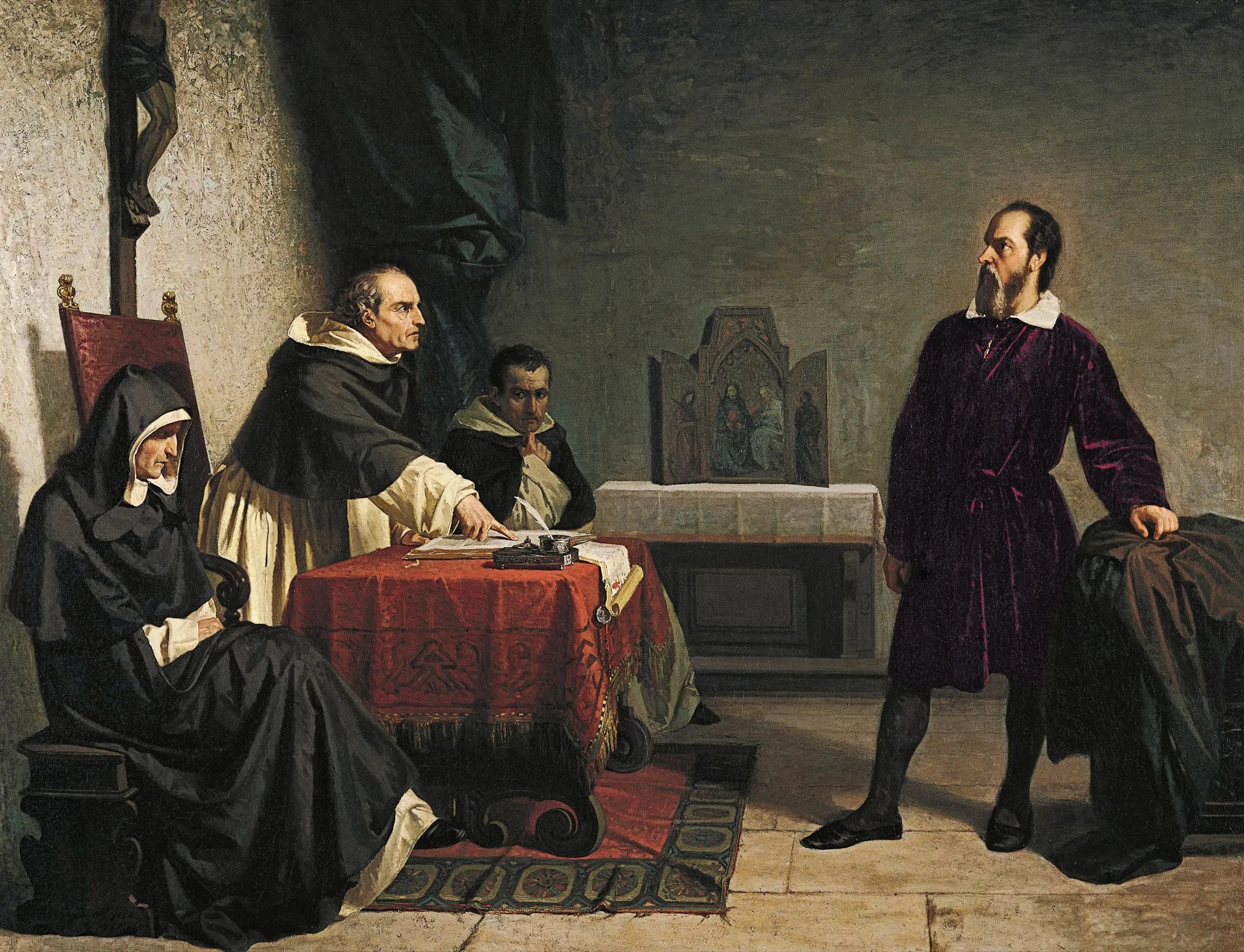
Galileusz przed rzymską inkwizycją – Cristiano Banti, XIX wiek

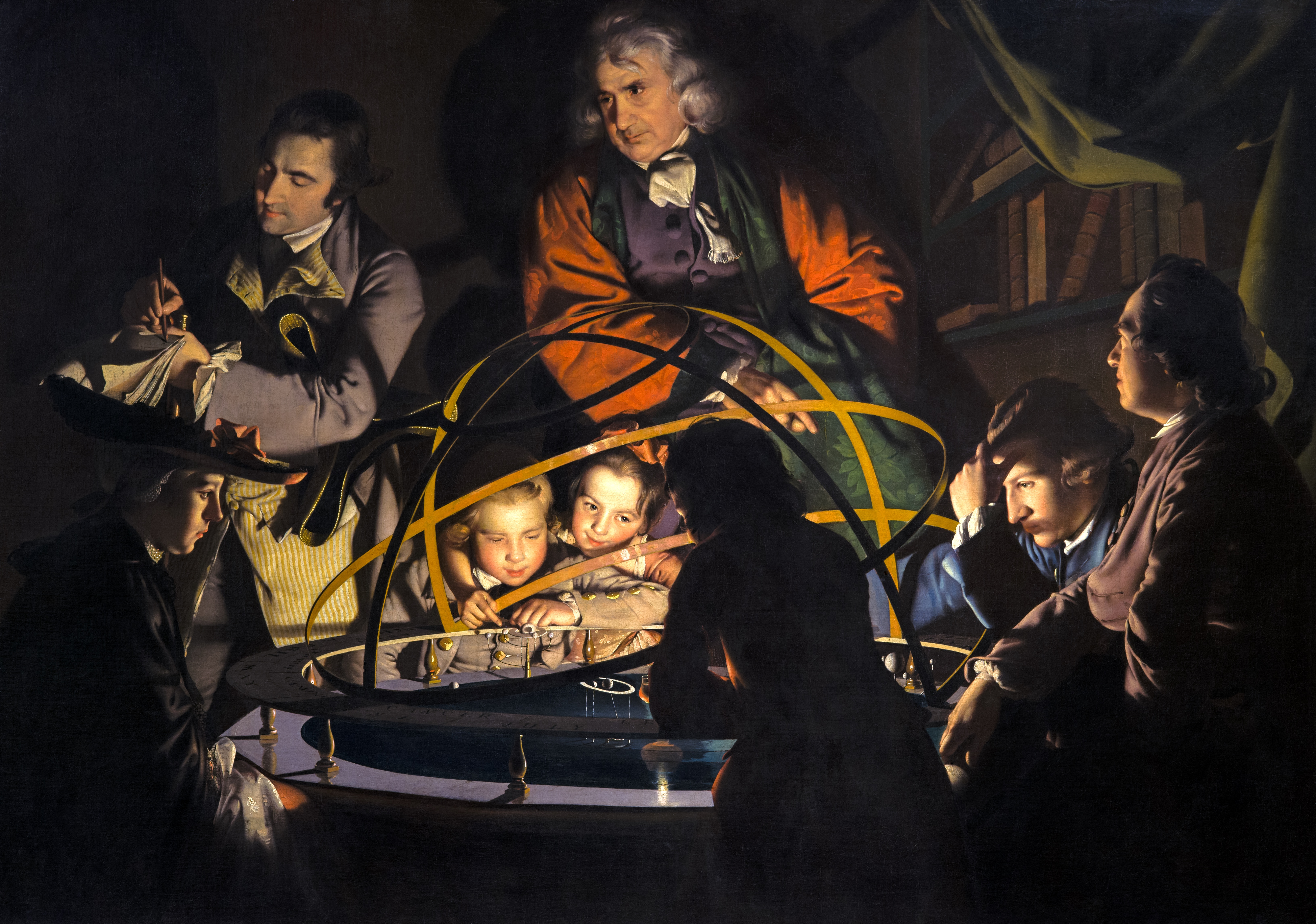
Wykład na temat układu słonecznego – Joseph Wright of Derby, XVIII wiek

Duńczyk Tycho Brahe (1546–1601), dysponując najdokładniejszymi jak na owe czasy pomiarami, próbował również zaobserwować paralaktyczne ruchy gwiazd. Po wieloletnich obserwacjach nie zdołał ich jednak wykazać. Zaproponował więc model pośredni – stwierdził, że planety poruszają się po okręgach wokół Słońca, które z kolei porusza się po okręgu wokół Ziemi wirującej wokół własnej osi.
Dysponując potężnym materiałem Duńczyka dokumentującym przeszło dwadzieścia lat obserwacji ciał niebieskich, jego uczeń, niemiecki astronom Johannes Kepler (1571–1630), sformułował trzy Prawa Keplera. Po pierwsze, analizując skrupulatne pomiary Brahego położenia Marsa względem Ziemi, zauważył, że jego orbita nie ma kształtu okręgu. Po wielu próbach udało mu się dopasować kształt do elipsy (I prawo Keplera). Po drugie Kepler zauważył, że planety nie poruszają się ruchem jednostajnym, ale zmiennym, tzn. w peryhelium (w pobliżu Słońca) planeta porusza się szybciej niż w aphelium (daleko od Słońca). Zawarł to w II prawie Keplera, mówiącym, że tzw. prędkość polowa planety jest stała. Po tych odkryciach był przekonany, że rozmiary orbit oraz czasy obiegu planet musi łączyć jakaś zależność. Kontynuując obserwacje ruchu planet, wydedukował, że rozmiar orbit planet w stosunku do ich okresu obiegu wokół Słońca są związane III prawem. Uogólnione prawa Keplera da się wyprowadzić poprzez całkowanie równań różniczkowych wynikających z zasad dynamiki Newtona odkrytych niecały wiek później. Potwierdza je również ogólna teoria względności.
Kolejnych naukowych dowodów potwierdzających teorię heliocentryczną dostarczył Galileusz, który dysponując teleskopem zaobserwował, że Merkury i Wenus, podobnie jak Księżyc, są widoczne w różnych fazach, będących rezultatem oglądania ich w różnych położeniach względem Ziemi i Słońca. Podważało to całkowicie model Ptolemejski, w którym taka sytuacja jest niemożliwa. Ponadto odkrycie przez Galileusza księżyców Jowisza (Galileuszowe księżyce Jowisza) stało się argumentem na rzecz teorii heliocentrycznej, dostarczając niezbitych dowodów, że Ziemia nie jest jedynym ciałem niebieskim, wokół którego krążą inne ciała niebieskie. Wciąż jednak wielką zagadką pozostawał niezmienny widok gwiazd poza Układem Słonecznym.
W 1616 r. Święta Kongregacja Indeksu zakazała książek o heliocentryzmie, uznając tezę o Słońcu stanowiącym centrum świata jako heretycką, z kolei tezę o ruchomej Ziemi nie stanowiącej centrum świata nazywając co najmniej błędem w wierze. Pogląd ten jednak nigdy nie został uznany za heretycki przez Kościół w orzeczeniu papieża i na soborze. Pomimo to w 1664 r. Papież Aleksander VII potępił dotyczące heliocentryzmu i głoszące je jako pewnik dzieła Kopernika i Galileusza w bulli Speculatores domus Israel, umieszczając je tym samym w Indeksie ksiąg zakazanych.
Teoria heliocentryczna ostatecznie została potwierdzona dopiero w XVIII w. dzięki obserwacjom Roberta Hooke. Stwierdził on, że paralaksa roczna gwiazdy Etamin (γ Dra) wynosi 30 sekund łuku. Jednak późniejsze obserwacje Jamesa Bradleya wykazały, że zmiany położenia gwiazdy wywołało inne zjawisko – aberracja światła. Dopiero w 1839 r. trzej astronomowie Friedrich Georg Wilhelm Struve, Friedrich Wilhelm Bessel i Thomas James Henderson (niezależnie od siebie) zmierzyli pierwsze rzeczywiste paralaksy gwiazd. Okazało się, że największe obserwowane wartości przesunięć paralaktycznych są mniejsze od 1 sekundy kątowej. Spowodowane jest to bardzo dużymi odległościami do nawet najbliższych nam gwiazd. Obrót Ziemi dokoła jej osi wykazał w 1851 r. Jean Bernard Léon Foucault.